# Dayus takagii
Dayus takagii är en insektsart som beskrevs av Irena Dworakowska 1971. Dayus takagii ingår i släktet Dayus och familjen dvärgstritar. Inga underarter finns listade i Catalogue of Life.